# Колл, Ричард Кит
Ричард Кит Колл (англ. Richard Keith Call; 24 октября 1792 — 14 сентября 1862) — американский адвокат и политический деятель, третий и пятый губернатор территории Флорида. До этого он был избран в территориальный совет Флориды и в качестве делегата в Конгресс США от территории Флориды. В середине 1830-х годов он владел двумя плантациями в округе Лион, штат Флорида, одна из которых по площади в несколько тысяч акров. В 1860 году он приобрел более 120 рабов и был третьим по величине рабовладельцем в округе.

## Биография
Ричард Колл родился в семье Уильяма и Хелен Мид Уокер Колл, а также был племянником другого Ричарда Колла, героя Войны за независимость Америки. Колл родился в Питсфилде, в  округе Принс-Джордж, штат Вирджиния. Вскоре после 1800 года его овдовевшая мать перевезла своих детей и шесть рабов через Аппалачи в Кентукки. В конце концов она поселилась на земле, принадлежащей её брату, сенатору Дэвиду Уокеру, в Расселвилле, Кентукки, где Колл провел большую часть своего детства.
После смерти матери в 1810 году Колл поселился недалеко от своего другого дяди в Теннесси, чтобы получить образование. В 1813 году он оставил колледж, чтобы принять участие в  Крикской войне, которая произошла в период войны 1812 года с Великобританией. Колл был дядей Уилкинсона Колла, который намного позже стал сенатором США.

## Война и Политика
Ричард Колл привлек к себе внимание генерала Эндрю Джексона, который возглавлял армию США во время Крикской войны. В 1814 году Колл был назначен первым лейтенантом и отправился во Флориду, чтобы служить личным помощником Джексона. Вернулся с генералом Джексоном в 1821 году, чтобы установить территориальное правительство после того, как Соединённые Штаты приобрели Флориду у Испании по договору Адамса-Онаса. После выхода в отставку из армии в 1822 году Колл решил сделать Флориду своим домом и открыл юридическую контору.
Колл был делегатом партии "Ничего не знаю" 1856 года в Филадельфии, но вышел из-за раскола между Севером и Югом из-за рабства (требуя восстановить раздел 12 в поддержку закона Канзас-Небраска).

## Брак и семья
В 1824 году Кэлл женился на Мэри Летише Киркман из Нэшвилла. Её родители были врагами Джексона и выступали против этого брака. Молодая пара обвенчалась в доме генерала Джексона, в Эрмитаже (Теннеси). У пары родились две дочери: Эллен колл Лонг и Мэри колл Бревард, у них были ещё дети, но они не дожили до совершеннолетия.

## Флорида
Колл провел остаток своей жизни во Флориде. Он был назначен управляющим в Земельном управлении. Он был избран в Законодательный совет территории и служил делегатом в Конгрессе США. В 1830-х годах он купил две плантации в округе Лион. Одна из них занимала почти 9000 акров, а другая, плантация Гроув, занимала квадратную милю в Северном Таллахасси.
16 марта 1836 года  президентом Эндрю Джексон назначил его губернатором Территории Флорида. Во время своего первого срока в должности бригадного генерала территориальной милиции он возглавлял войска, которые участвовали в Второй семинольской войне и одержал победы во второй и третьей битвах на болоте Ваху.
2 декабря 1839 года после спора с федеральными властями по поводу их помощи во время войны, президент Мартин ван Бюрен снял его с поста губернатора.

### Статьи
- Sidney Walter Martin. Richard Keith Call, Florida Territorial Leader (англ.) // The Florida Historical Quarterly. — Florida Historical Society, 1943. — Vol. 21, iss. 4. — P. 332-351. — doi:10.2307/3111987.